# 2022年白俄罗斯修宪公投
2022年白俄罗斯修宪公投于2022年2月27日在白俄罗斯举行。 
早在2016年，官方就曾宣布过未来将会对宪法的一部分内容进行修改；但直到2020年总统选举之后，有关部门才开始认真考虑这方面的问题。2021年，白俄罗斯宪法委员会专门成立，旨在展开修改宪法的工作。2021年底，白俄罗斯当局公布了新宪法的最终版本并公示；专家一致认为，新宪法实际上不会改变白俄罗斯内外的政治局势。公投前，该国政局依然不稳定：有超1,000多人被定性为政治犯，约5,000起抗议刑事案件也还在立案调查中。
官方统计结果显示，新宪法得到了大多数公民的肯定，白俄罗斯人民议会作为国家新成立的政府机构被赋予了最高的权力。

## 背景

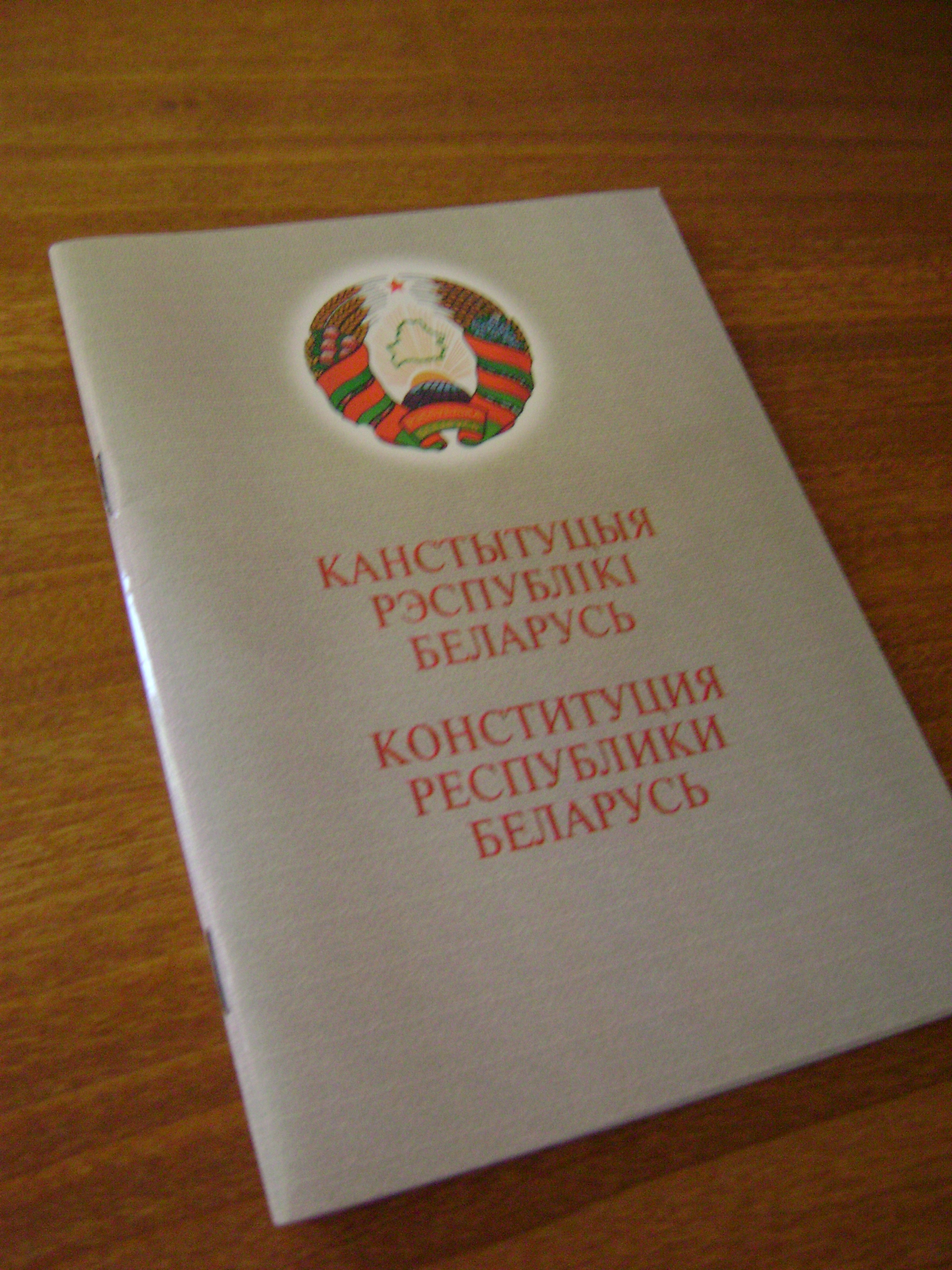
白俄羅斯共和國憲法

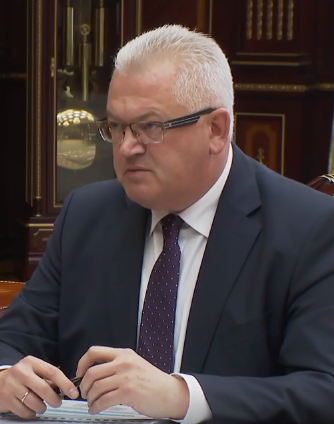
白俄羅斯共和國中央選舉委員會主席

2016年，亚历山大·卢卡申科表示過未來可能會調整憲法。
2021年1月，亚历山大·卢卡申科总统宣布，将在 2021年底之前起草新的宪法修正案草案。 

## 修改内容
2021年12月27日，白俄罗斯政府公布了宪法的修改草案。
政治分析人士认为，废除国家的中立、无核化，以及将白俄罗斯全国人民大会的地位与职责（“白俄罗斯人民政权最高代表机构”）首次写入宪法是宪法的主要修改内容。一些政治分析人士建议卢卡申科同时担任全白俄罗斯人民议会主席和国家总统，或在他卸任总统后再加入该机构，以对他的继任者施加一定影响。修正案恢复了2004年取消的总统两届任期限制，但这一限制将在公投通过后方开始执行，故卢卡申科可能会被允许连任到2035年。另一个修改是禁止惩罚总统在任期间的行为，以及任何前总统均可以自动成为共和国院（议会上院）的终身议员。其他变化包括了将婚姻定义为“一男一女的结合”、总统必须是在白俄罗斯居住至少20年（原为10年）的白俄罗斯公民，一切持有外国国籍、双重国籍或外国居留许可的个人将被取消竞选公职的资格等内容。
2020年俄罗斯类似的宪法改革应该是白俄罗斯宪法改革的可能灵感来源。另一个可能的灵感来源被认为来自哈萨克斯坦。
2022年1月20日，宪法修正案的最终草案发布，与初步版本相比进行了一些细微之处的更改。根据瓦莱尔·卡尔巴列维奇的说法，唯一值得一提的变化是第4条：“白俄罗斯国家的意识形态”被宣布为白俄罗斯民主的基础（修改前的草案引用了多种意识形态作为基础）。

### 公投组织
各地区选举委员会在白俄羅斯中央選舉委員會（CEC）的监督下管理白俄罗斯的选举，其成员由各个地方、地区和地区议会选出。 2022年1月26日，1935名提名候选人中的1,857人被正式选为153个地区选举委员会的成员。 反对党和团体的提名代表全部被拒绝（3个政党提出20份申请，其他政党拒绝参加），而5个最大的亲政府社会团体和工会的提名代表中的99%被选中。 成员最多的协会是亲卢卡申科的白俄罗斯工会联合会（321名）、白俄罗斯（150名）、白俄罗斯女性联盟（136名）、白俄罗斯共和国青年团（125 名）。
初步投票将于2月22日至26日举行。

## 投票日期
| 階段                                     | 日期          |
| ---------------------------------------- | ------------- |
| 向參與公投者發送有關投票時間和地點的消息 | 到1月16日     |
| 教育參與者投票                           | 直到2月1日    |
| 設立轄區委員會                           | 直到2月6日    |
| 檢查領土委員會和選區委員會的工作準備情況 | 2月21日       |
| 提前投票                                 | 2月22日至26日 |
| 公投日                                   | 2月27日       |
| 公投結果                                 | 不遲於3月6日  |

來源：ЦИК

## 结果
中选会报道称86.61%的选票（65.16%的全体选民）投下支持票，13.39%的选票（10.07%的全体选民）投下反对票，无效票、弃权与白票占比高达24.77%。在俄罗斯对乌克兰军事行动及卢卡申科的威权体制背景下，公投的通过被认为毫无意外。此外，约290名反战示威者在公投通过后被警方抓捕。

## 批评
政府组织公众讨论修宪，但只持续了3周，且其中包含了众多公共假期（新年、俄羅斯圣诞节）。 至少有两人被捕：一名退休男子在给当地报纸写信后被捕，另一名男子因提议禁止秃头和留胡子的人（暗指卢卡申科）参加选举而被捕。 